# Tiers parti (Second Empire)
Pour les articles homonymes, voir Tiers parti.
 (avril 2020).
Si vous disposez d'ouvrages ou d'articles de référence ou si vous connaissez des sites web de qualité traitant du thème abordé ici, merci de compléter l'article en donnant les références utiles à sa vérifiabilité et en les liant à la section « Notes et références ».
Le Tiers Parti (terme utilisé dès 1864, et devenu très courant l’année suivante), ou le groupe « des conservateurs libéraux », est le parti républicain qui émerge vers 1863 et qui devient le plus important du Second Empire à la fin de la décennie.
Il refuse l’opposition systématique des républicains et il accepte la dynastie mais rejette l’Empire autoritaire. On y trouve un noyau d’une quarantaine de députés que l’on peut diviser en quatre groupes :
- des candidats officiels libéraux tels que Jules Brame, Eugène Chevandier de Valdrome.
- des candidats qui gardent l’appui gouvernemental mais avec des idées cléricales et protectionnistes comme Kolb-Bernard, Plichon.
- des indépendants de tendances orléanistes comme Buffet.
- des indépendants de tendances républicaines comme Émile Ollivier.

Adolphe Thiers reste en marge du tiers parti mais exerce une grande influence notamment grâce à ses amis qui en font partie, de plus la population française et le gouvernement n’est pas dupe du jeu de mots Thiers-tiers. Ce parti souhaite un régime d’ordre, l’Empereur les satisfait donc sur ce point puisque l’ordre n’est pas à ce moment menacé, mais il réclame aussi les libertés fondamentales. Dans la phase de l'Empire libéral, ce parti s'organise et progresse à chaque élection. Les législatives de 1869 les portent finalement au pouvoir, et Napoléon III désigne Émile Ollivier - membre du Tiers Parti rallié au compromis d'un Empire libéral - comme chef de son gouvernement, ce qui marque le triomphe du tiers parti.